# Voinovich Géza
Voinovich Géza (Debrecen, 1877. március 14. – Budapest, 1952. szeptember 20.) irodalomtörténész, esztéta, a Magyar Tudományos Akadémia tagja.

## Életpályája
Debrecenben végezte a gimnázium öt alsó osztályát is, a többit pedig Budán. Gyulai Pál tanítványa volt. A budapesti egyetemen 1900-ban bölcsészdoktori oklevelet szerzett, majd a kolozsvári egyetemen a magyar irodalom magántanára lett. Ettől kezdve irodalmi és tudományos munkásságának élt. 1900-ban – rövid életrajzzal és bevezető tanulmányokkal – 6 kötetben kiadta William Shakespeare összes műveit a Kisfaludy Társaság régi fordításaiban. 1901-ben megindította Eötvös József összes munkáinak kritikai kiadását 20 kötetben. 1904-ben indult meg a Klasszikus Regénytár, amelyet Ambrus Zoltánnal együtt ugyancsak ő szerkesztett. 1910-től a Magyar Tudományos Akadémia levelező, 1923-tól rendes tagja, 1935 és 1949 között főtitkára volt. 1910-1914 között a Magyar Tudományos Akadémia megbízásából a Budapesti Szemle szerkesztője is volt. 1912-től a Kisfaludy Társaság tagja, 1925-től titkára, később másodelnöke, 1936-tól elnöke volt. 1920-tól a Petőfi Társaság tagja lett. 1933–1935 között a Nemzeti Színház igazgatója volt. 1939-től felsőházi tag.
Konzervatív szellemű irodalomtörténeti tanulmányokon és kritikákon kívül drámái és novelláskötetei jelentek meg. Mint műfordító is tevékenykedett. Sajtó alá rendezte Eötvös József összes műveit 20 kötetben, valamint Arany János művei kritikai kiadásának első hat kötetét (1951-1953), a művekhez fűzött jegyzetei forrásértékűek.
Jelentős Arany-monográfiája (1929–1938).
Budapesten érte a halál élete 76. évében, 1952. szeptember 20-án.

## Magánélete
1905-ben feleségül vette Szalay Gizellát, Arany László özvegyét. Házassága révén birtokába jutott Arany hagyatéka, ami Budapest bombázásakor a mai Ménesi u. 23. alatti villában - részben - megsemmisült.

## Művei

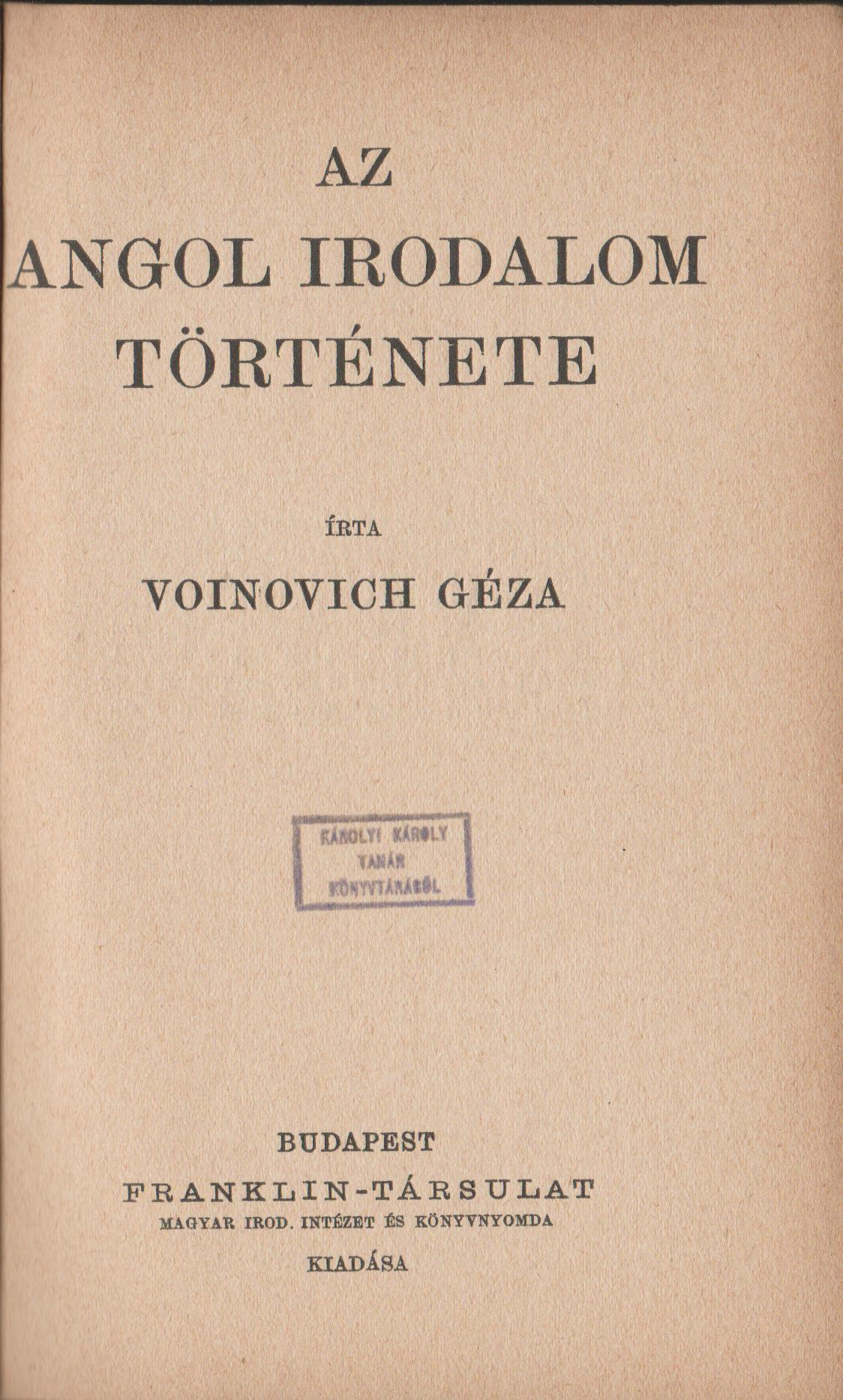
Voinovich Gézaː Az angol irodalom története

- B. Eötvös József (Bp., 1904)
- Madách Imre és Az ember tragédiája (Bp., 1914)
- Regényírók (Bp., 1921) (Kultúra és Tudomány)
- Az angol irodalom története (Bp., 1926) (Kultúra és Tudomány)
- Gyulai Pál emlékezete: felolvasta a Magyar Tudományos Akadémiának 1926. évi május hó 9-én tartott ünnepi ülésén Voinovich Géza  (Bp., 1926)
- Arany János életrajza (I – III., Bp., 1929 – 1938) (A Magyar Tudományos Akadémia Könyvkiadó Vállalata)
- Madách und die Tragödie des Menschen Mohácsi Jenővel. (Budapest, 1935)
- Petőfi (Bp., 1936)
- Magyar mondák világa (Bp., 1932)
- György barát (r., Bp., 1942)
- Írók és költők (Bp., 1943)
- Arany János életrajza; sajtó alá rend. Török Lajos; Universitas–MTA KIK, Bp., 2019

### Drámái
- Mohács (1922) – Vojnits-jutalommal elismert mű.
- Rákóczi (1923)
- Szivárvány (1926)
- Keresztút (1930)
- Magyar Passió (1931) – Vojnits-jutalommal elismert mű.
- A lidérc (1933)
- Pásztortűz repertóriumból /Voinovich írásai/
- Szivárvány. 1926., 11. sz., 245-247. p., nov.-karc."György Barát". /részlet/, 1942., 10. sz., 432-434. p., reg.: Mohács /részlet/. 1926., 17. sz., 390-394. p., sz.: Végvári Reményik Sándor emlékezete. 1941., 11. sz., 584-585. p.Tanulság Romain Rolland regényeiből. 1926., 4. sz., 85-87. p.

## Díja
- Corvin-koszorú (1930)